# Epipedobates boulengeri
Epipedobates boulengeri – gatunek płaza bezogonowego z rodziny drzewołazowatych (Dendrobatidae).

## Taksonomia
Lötters i inni (2003) w oparciu o badania akustyczne odgłosów godowych wyrazili przypuszczenie, że prawdopodobnie nie jest to jeden, ale 2 lub nawet więcej podobnych do siebie gatunków. W 2011 roku Cisneros-Heredia i Yánez-Muñoz wykazali, że część populacji z Ekwadoru, uznawana dotąd za Epipedobates boulengeri lub Epipedobates espinosai, stanowi osobny gatunek i opisali go pod nazwą Epipedobates darwinwallacei.

## Występowanie
Południowo-zachodnia Kolumbia i północno-zachodni Ekwador. Występuje od poziomu morza do wysokości około 1500 m n.p.m. Bytuje na dnie lasu tropikalnego, ale znajdowano go też w ogrodach, na plantacjach bananów, w przydrożnych rowach, a nawet w tunelach kolejowych. Dobrze radzi sobie w środowiskach zdegradowanych.

## Rozmnażanie
Jaja składane na lądzie. Samiec transportuje kijanki do niewielkiego strumienia.

## Status zagrożenia
W Czerwonej księdze gatunków zagrożonych IUCN Epipedobates boulengeri klasyfikowany jest jako gatunek najmniejszej troski (LC, ang. Least Concern). W sprzyjającym środowisku jest to gatunek pospolity. Trend liczebności populacji oceniany jest jako spadkowy, gdyż lokalnie zagraża mu utrata i degradacja siedlisk.